# فیتس جان پورتر
فیتز جان پورتر (۳۱ اوت ۱۸۲۲ – ۲۱ مه ۱۹۰۱) یکی از فرماندهان، صندوقدار و مدیر مالی در ارتش ایالات متحده و ارتش اتحادیه در طول جنگ داخلی آمریکا بود.
وی به دلیل نقشی که در دومین نبرد بول ران ایفا کرد و در آن نبرد به اتهام سرپیچی از دستور دادگاهی شد در تاریخ آمریکا شناخته می‌شود. گرچه وی از تمامی اتهام‌های وارده تبرئه شد.

## کودکی و ورود به ارتش
پورتر در ۳۱ اوت ۱۸۲۲ در پرتسموث، نیوهمپشایر زاده شد. وی فرزند یک افسر ارتش بنام جان پورتر و الیزا چانسی کلارک بود. پورتر در سال ۱۸۴۵ به عنوان نفر هشتم از چهل و یک داوطلب وست پوینت (آکادمی نظامی ایالات متحده آمریکا) فارغ‌التحصیل شد. وی در خلال جنگ آمریکا و مکزیک حضور یافت و به دلیل دلیری و شایستگی که از خود در نبرد مولینو دل ری نشان داد به درجه سروانی ارتقا پیدا کرد. سپس در ادامه حضور موثرش در نبرد چاپول تپک به درجه افتخاری سرگردی نائل آمد. پس از پایان یافتن نبرد به وست پوینت بازگشت و بین سال‌های ۱۸۵۷ تا ۱۸۵۸ به عنوان دستیار آموزگار در واحد توپخانه به خدمت پرداخت. سپس از ۱۸۵۷ تا ۱۸۵۸ جهت سرکوب شورشیان مورمون در طی نبرد یوتا به عنوان دستیار و معاون ژنرال آلبرت سیدنی جانستون حضور یافت.

## جنگ داخلی
با آغاز جنگ داخلی آمریکا پورتر در ماه می ۱۸۶۱ میلادی با درجه سرتیپی (انگلیسی: brigadier general) به فرماندهی تیپ نیروهای داوطلب برگزیده شد. وی خود را در اردوکشی مریلند به یکی از فرماندهان برجسته و خوشنام نزد سرلشکر جورج بی مک‌کللن نشان داد. اما در ۲۹ آگوست همان سال در طی دومین نبرد بول ران به دلیل عدم اجرای فرمان‌های صادره ژنرال جان پوپ جهت حمله به سمت راست نیروهای کنفدراسیون به فرماندهی استون‌وال جکسن مورد اتهام قرار گرفت. ژنرال پوپ بر این باور بود که پیروزی جنوبی‌ها و ناکامی آنان در پیشبرد جنگ به دلیل سرپیچی از اجرای فرمان وی توسط ژنرال پورتر روی داده‌است.
در نوامبر ۱۸۶۲ به دادگاه نظامی فراخوانده شد و خدمت وی در ارتش به حالت تعلیق درآمد. دادگاه پورتر تا ژانویه ۱۸۶۳ ادامه یافت. پورتر به دفاع از خود پرداخت و مدعی بود فرمان‌های ژنرال پوپ برای وی نامفهوم، متناقض و غیرقابل اجرا بود. با این وجود وی در دادگاه مقصر شناخته شد و بی درنگ از ارتش اخراج شد.
پس از پایان یافتن جنگ داخلی پورتر در نیویورک وارد فعالیت‌های بازرگانی و سوداگری شد. سپس در کنار مناصبی که در اداره پلیس و آتش‌نشانی شهر نیویورک برعهده داشت به کارهای خیرخواهانه و مردم پسند سرگرم بود. اما جالب توجه‌ترین رخداد در حرفه سیاسی اش پیگیری و پافشاری در اثبات بی گناهی اش در برابر اتهامی که در دومین نبرد بول ران به وی زده شده بود می‌توان ذکر کرد.
شانزده سال پس از اخراج وی از ارتش، در پی یک فرجام خواهی با برپاشدن یک میز شور به ریاست ژنرال جان اسکوفیلد، وی از تمامی اتهام‌های مطرح شده مربوط به دومین نبرد بول ران مبری و بی گناه اعلام شد. ژنرال اسوکوفیلد عملکرد پورتر را بیشتر به مانند در امان نگه داشتن نیروهایش از خطر تشبیه کرد و پس از آن در سال ۱۸۸۶ در دوران ریاست جمهوری گروور کلیولند لایحه بازگرداندن نام پورتر به فهرست نظامیان در ارتش ارائه شد.

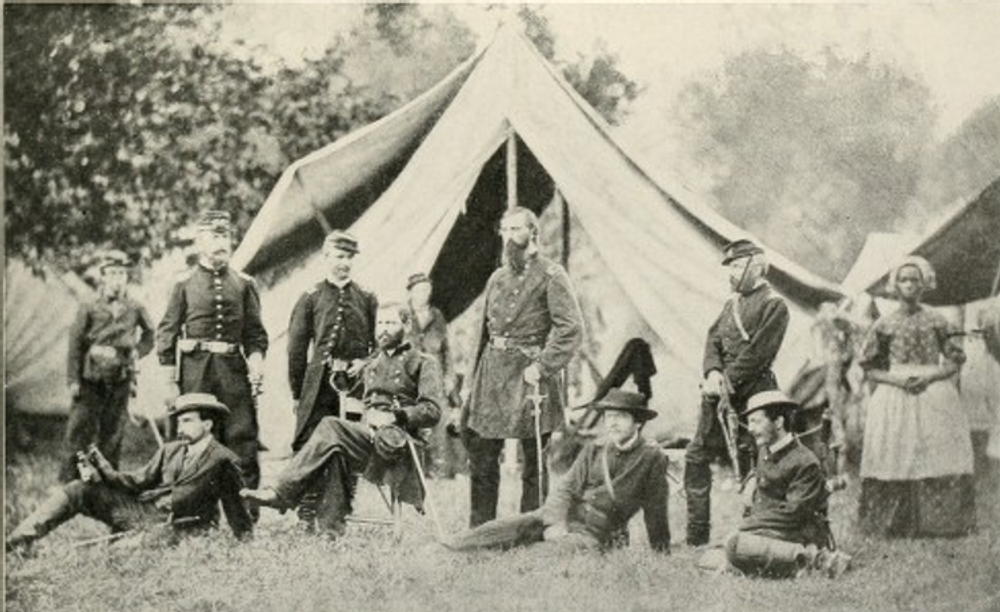
پورتر (نشسته در صندلی) همراه با افسرانش

## یادداشت
1. ↑  "Fitz-John Porter" (به انگلیسی). Retrieved 26 December 2017 میلادی. {{cite web}}: Check date values in: |تاریخ بازدید= (help)
2. 1 2  "Fitz John Porter" (به انگلیسی). Retrieved 27 December 2017 میلادی. {{cite web}}: Check date values in: |تاریخ بازدید= (help)
3. 1 2 3  "Fitz-John PorterUnited States general" (به انگلیسی). Retrieved 27 December 2017 میلادی. {{cite web}}: Check date values in: |تاریخ بازدید= (help)